# 伊列乌斯
伊列乌斯（葡萄牙語：Ilhéus）是巴西巴伊亚州的一个市镇。总面积1841平方公里，总人口219266人，人口密度119.1人/平方公里。